# Регал
Регалът е музикален инструмент от групата на клавишните инструменти. Както позитива и регалът има звуков платък, и два вдухващи въздух меха, задвижвани ръчно. Поради малкия си размер тези инструменти са намирали широка употреба и в църквите. За разлика от органите, при регала не е желателно тръбите да засилват вибрациите от платъка или на неговите обертонове.
В творбите си някои композитори от епохата на Ренесанса и ранния барок също включват регал — Клаудио Монтеверди, Мартин Агрикола, Отмар Лусциниус и Михаел Преториус. През 16-и и 17 век регалът е изключително търсен интрумент, но поради особения си гъгнив и рязък звук бързо излиза от употреба. Поради множеството граждански войни и бунтовете от това време, в оригиналния си вид са оцелели малко такива инструменти.

## Органов регистър
Регал се нарича и вид езичков органов регистър заради сходните устройство и звучене с инструмента. Регалът е близък по звук до регистъра Vox humana.